# Cystiscus mosaica
Cystiscus mosaica là một loài ốc biển rất nhỏ, là động vật thân mềm chân bụng sống ở biển trong họ Cystiscidae.